# Дсех
Дсех (арм. Դսեղ) — село в Лорийской области на севере Армении. Рядом проходит трасса Ереван — Тбилиси, железная дорога Гюмри — Тбилиси и протекает река Дебед.

## История
Село является большим культурным центром. В селе можно увидеть много памятников культуры, церквей, хачкаров и др.
- Дом-музей Ованеса Туманяна
- Церковь Святого Григория Просветителя

## Известные уроженцы
Ованес Тадевосович Туманян (арм. Հովհաննես Թադևոսի Թումանյան) — армянский поэт и писатель, общественный деятель.